# Nationaal theater van de republiek Karelië

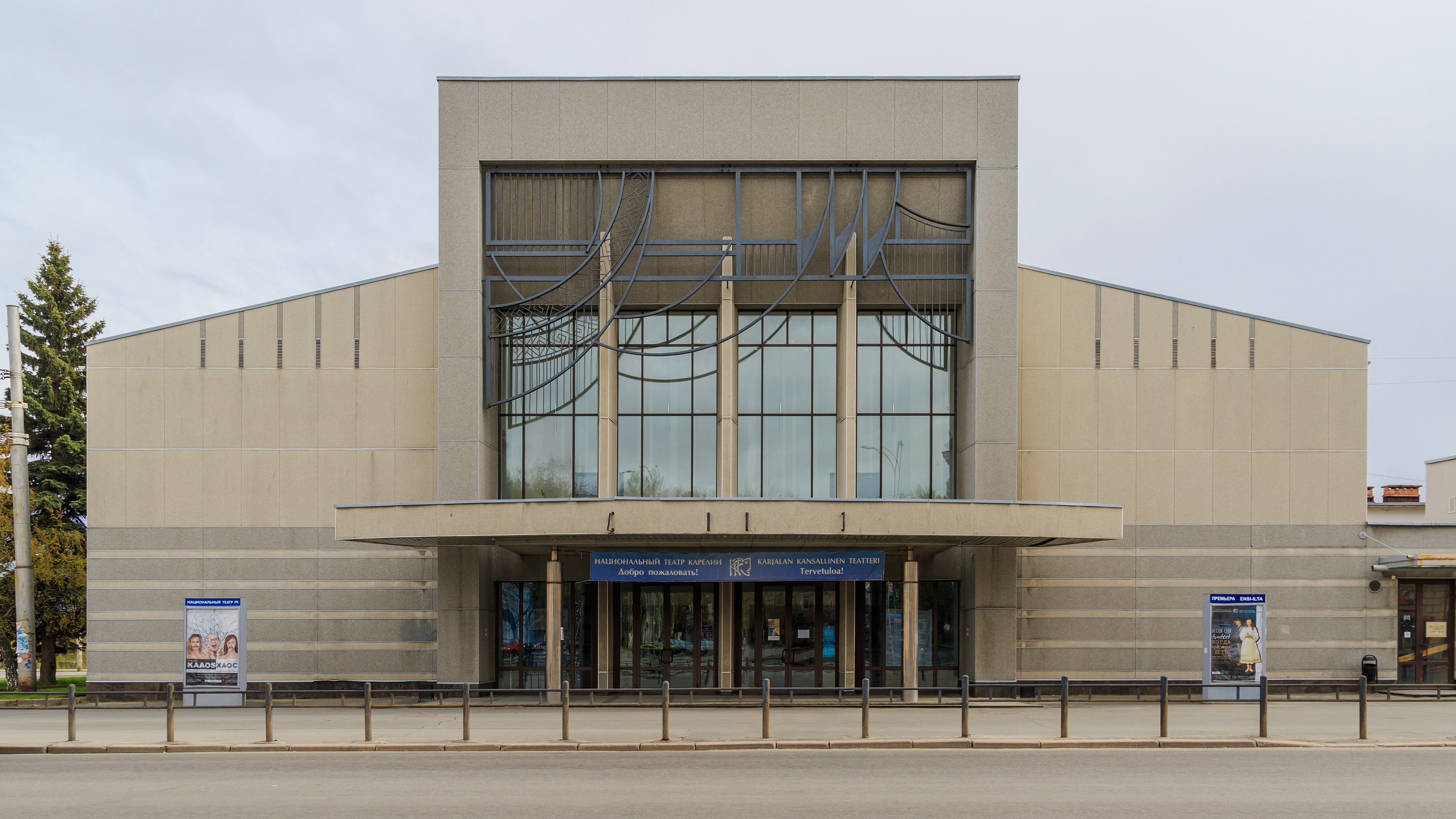
Nationaal theater van de republiek Karelië

Het Nationaal theater van de republiek Karelië (Russisch: Национальный театр Республики Карелия, Fins: Petroskoin kansallinen teatteri) is een theater in de Russische stad de Russische stad Petrozavodsk, hoofdstad van de republiek Karelië. De stukken worden er in het Russisch, Fins en Karelisch opgevoerd, waarmee het de enige Finstalige theater van Rusland is. De Finstalige stukken worden via het systeem van simultaan vertolken in het Russisch vertaald.

## Geschiedenis
Het eerste Finstalige toneelgezelschap van Petrozavodsk ontstond in 1921 als een afdeling van een (Russischtalige) volkstoneelgezelschap. Tien jaar later, aan het einde van 1931, werd een "Nationale (dat wil zeggen Finstalige) studio" van het Karelische staatstheater opgericht. In 1932 fuseerde dit gezelschap met een groep van de schoolverlaters van een lokale theaterschool. Dat jaar wordt dan ook als het geboortejaar van het Nationaal theater gehanteerd. 
In 1982 kreeg het theater de Orde van de Volkerenvriendschap toegekend. Dat gebeurde naar aanleiding van het vijftigjarig jubileum van het theater. 